# Rubinet
Rubinet ist eine Rotweinsorte. Die Kreuzung der Neuzüchtung erfolgte durch Vilém Kraus (deutsche Schreibweise: Victor Kraus) an der Fakultät für Garten- und Landschaftsbau der Mendel-Universität für Land- und Forstwirtschaft Brünn in Lednice. Rubinet ist eine Kreuzung zwischen (Revolta x Alibernet) x André. Der Züchter Kraus gab der Sorte den Namen Tintet, in Deutschland ist sie als Rubinet bekannt.
Die Sorte wurde in Deutschland von Hermann Jäger, und später seinem Sohn Armin Jäger in Ockenheim übernommen und züchterisch weiterbearbeitet. Der Sortenschutz wurde im Jahre 2004 erteilt. 2022 beträgt die Rebfläche der Sorte 15 ha, ausschließlich in Rheinhessen.
Quelle: Statistisches Landesamt Rheinland-Pfalz
- Synonyme: Tintet
- Abstammung: (Revolta x Alibernet) x André. Die Rebsorte Revolta ihrerseits ist eine komplexe Kreuzung zwischen (Malingre x Chrupka bílá) x (Cabanská Perla x Corinth Rosa).

Siehe auch die Artikel Weinbau in Tschechien und Weinbau in Deutschland sowie die Liste von Rebsorten.